# Papa Little
Papa Little es una isla localizada en el archipiélago de las Shetland, en Escocia. La isla ocupa una superficie de alrededor de 2 km². Su nombre procede de pequeña isla de papar (monjes gaélicos), en distinción a Papa Stour.
La isla está ubicada al noroeste de la isla de Mainland y al sur de Muckle Roe, y lleva deshabitada desde los años 1840s.
- Datos: Q2916363
- Multimedia: Papa Little / Q2916363